# Vittorio Ugolini
Vittorio Ugolini est un entraîneur et arbitre italien de basket-ball. Il arbitre la finale des Jeux olympiques 1948.

## Palmarès
- Finaliste du championnat d'Europe 1937